# Цифровая коллекционная карточная игра
Цифровая коллекционная карточная игра (англ. digital collectible card game, DCCG) — жанр компьютерных игр, симулирующий игру в коллекционные карточные игры (ККИ). Игрок покупает или зарабатывает наборы карт, составляет из них колоду и сражается с другими игроками, как правило, по сети. Первой цифровой коллекционной карточной игрой является Chron X (1997), хотя отдельные элементы жанра встречались ещё в играх конца 1980-х — начала 1990-х годов. Изначально большинство игр жанра были адаптациями существующих физических ККИ, таких как Magic: The Gathering, однако со временем начали набирать популярность оригинальные цифровые проекты, такие как Hearthstone (2014).

## История

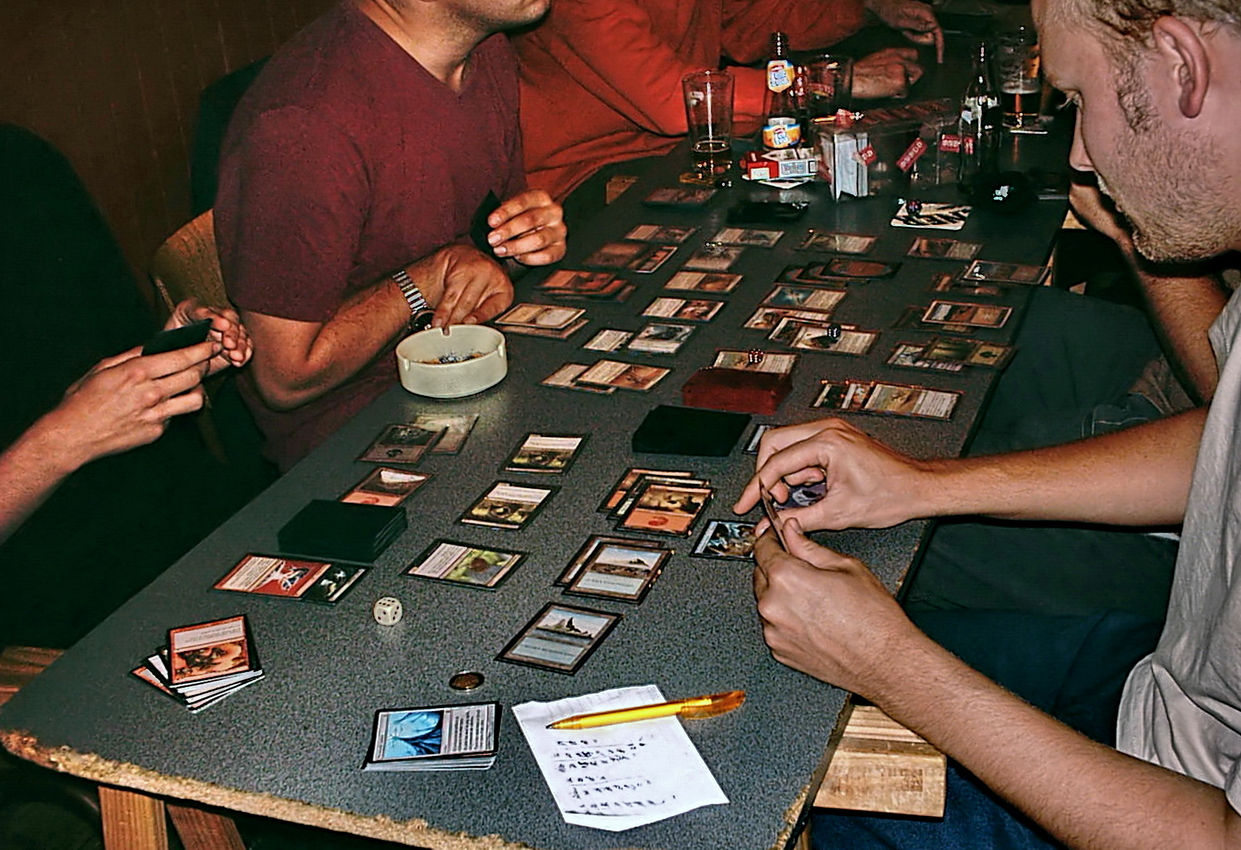
Большое влияние на цифровые ККИ оказала игра Magic: The Gathering

Первые компьютерные игры с отдельными элементами современных коллекционных карточных играх были разработаны в Японии. В 1988 году вышла Dragon Ball: Daimaou Fukkatsu, в которой управление персонажем осуществлялось с помощью карт действий, вытягиваемых из колоды; в 1992 году вышли Dragon Quest V: Hand of the Heavenly Bride, в которой игрок по ходу прохождения собирал коллекцию монстров, и Dragon Ball Z: Gekitō Tenkaichi Budokai, которая поставлялась с физическими карточками, считываемыми через специальное устройство.
В 1993 году вышла физическая карточная игра Magic: The Gathering, породившая множество клонов и подражателей, в том числе в цифровом формате. В 1997 году MicroProse выпустила цифровую версию Magic: The Gathering, также известную как Shandalar, которая, однако, на момент выпуска не являлась полноценной ККИ, поскольку в ней был ограниченный набор карт и отсутствовал сетевой режим — это было исправлено в 1998 году с выпуском дополнений. Первой цифровой коллекционной карточной игрой стала Chron X (1997) — это был гибрид карточной игры и пошаговой стратегии с туманом войны, в которой поддерживался сетевой режим по модему и продавались бустеры с дополнительными картами.
С 1998 года цифровые коллекционные карточные игры стали выходить и в Японии, первыми представителями стали Pokémon Trading Card Game и Yu-Gi-Oh! Duel Monsters. В ранних японских играх отсутствовали микротранзакции, новые карты зарабатывались по ходу игрового процесса; при этом Pokémon поддерживала сетевой режим для двух игроков. Японские цифровые ККИ стали значительно успешнее западных, некоторые из них разошлись миллионными тиражами, а потому игры этого жанра стали выходить часто.
Начиная с 2000-х годов большое распространение получили free-to-play браузерные и мобильные карточные игры. Огромной популярности достигла официальная онлайн-игра Magic: The Gathering Online (2002), переманившей значительную часть аудитории физической версии игры — в конце 2000-х годов онлайн-игра приносила Wizards of the Coast от трети до половины дохода. В сфере однопользовательских игр появилось множество гибридов коллекционных карточных игр с другими жанрами: «Демиурги» (2001) скрещивали жанр со стратегической игрой в духе Heroes of Might and Magic, Lost Kingdoms (2002) представляли собой экшен-игру, в которой бои проводились с помощью заранее собираемой колоды заклинаний; Phantom Dust (2004) скрещивал ККИ с шутером от первого лица, а в пошаговой стелс-тактике Metal Gear Acid (2004) игрок с помощью карт управлял персонажем. Кроме того, в Японии появились игровые автоматы в жанре ККИ — например, Bandai разработала серию автоматов Data Carddass, на которых игроки могли отсканировать свои физические карты, чтобы использовать их в игре; аналогичные проекты разрабатывала и Sega.

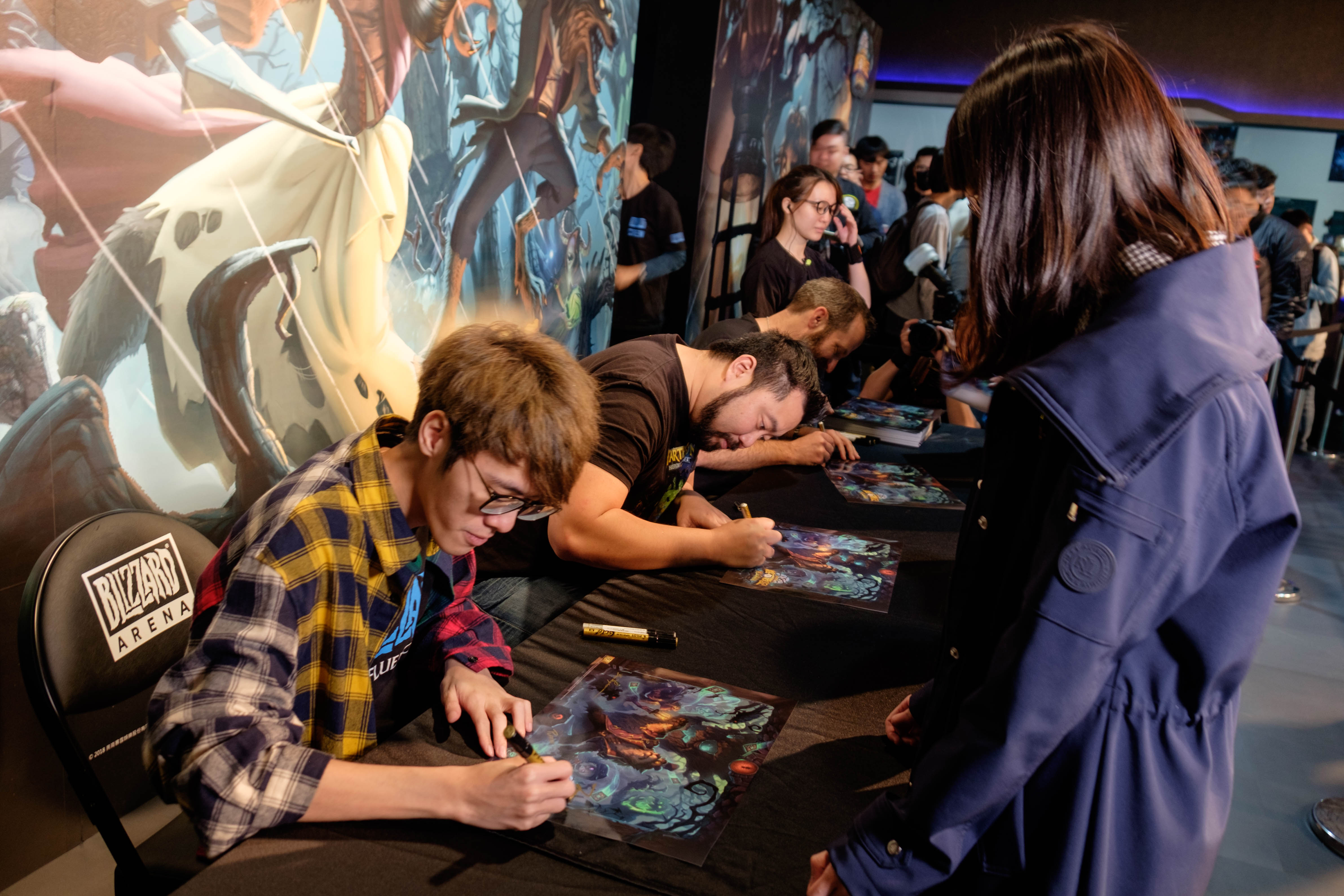
Профессиональные игроки в Hearthstone раздают автографы

В 2009 году вышла Magic: The Gathering — Duels of the Planeswalkers, которая, в отличие от предыдущих игр серии, ориентировалась на массовую аудиторию. Сюжетный режим игры был рассчитан на новичков в мире MTG, создание колод было значительно упрощено, интерфейс и графика улучшены. Игра разошлась тиражом более 1,5 миллиона копий и привлекла в жанр множество новых людей. Wizards of the Coast выпустила несколько сиквелов игры, а жанром заинтересовались сторонние разработчики, в том числе известные студии: так, Ubisoft в 2012 году запустила открытое бета-тестирование Might & Magic: Duel of Champions, а Mojang в июне 2013 года представила бета-версию Scrolls. Также в 2011 вышла японская браузерная, а затем мобильная коллекционная карточная игра Rage of Bahamut, собравшая многомиллионную аудиторию и положившая начало одноимённой аниме-франшизе.
Осенью 2013 года Blizzard Entertainment начала тестирование Hearthstone: Heroes of Warcraft. Благодаря хорошей репутации компании, использованию известного бренда, наглядному обучению, удобному интерфейсу и быстрому выходу на мобильные платформы, Hearthstone стала первой цифровой коллекционной карточной игрой, которой удалось не только собрать многомиллионную аудиторию игроков, но и удержать её дольше пары лет. Hearthstone с первых версий предлагала большое количество классов с уникальным игровым процессом; кроме того, режим «Арена» адаптировал популярные в сообществе MTG драфт-турниры. Режим Арены сам по себе снискал большую популярность и поспособствовал распространению жанра карточных роуглайков. Hearthstone стал одним из самых заметных проектов жанра, на пике популярности в 2019 году аудитория игры составляла более 8 миллионов активных игроков. После 2019 года аудитория Hearthstone и жанра пошла на спад.
В 2019 году была анонсирована первая коллекционная карточная криптоигра Gods Unchained, в которой каждая карта была привязана к невзаимозаменяемому токену, таким образом их приобретение или обмен фиксировался в блокчейне.

## Коллекционные карточные мини-игры

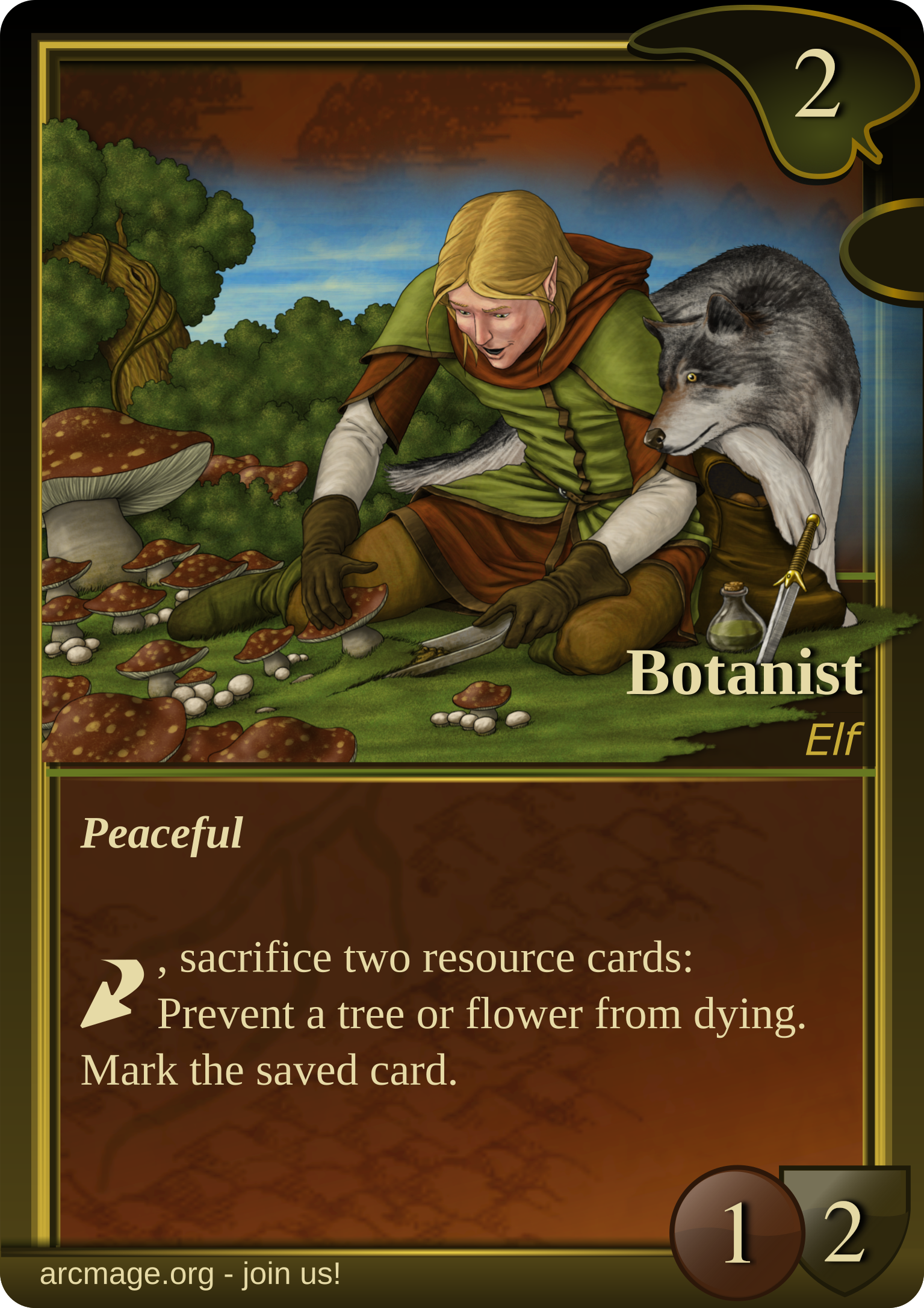
Фанаты воссоздали и развивают мини-игру «Arcomage» из серии Might and Magic

Большие ролевые и приключенческие игры, особенно японского производства, часто содержали в себе мини-игры. По мере распространения цифровых коллекционных карточных игр, в качестве мини-игр стали всё чаще выступать элементы ККИ. Так, мини-игра «Triple Triad» из Final Fantasy VIII (1999) делала большую ставку на сбор и коллекционирование карт, а игры Might and Magic VII (1999) и Might and Magic VIII: Day of the Destroyer (2000) содержали карточную игру «Arcomage», заработавшую большую популярность среди игроков, которые начали создавать сторонние любительские клиенты для игры в неё. Первой полноценной коллекционной карточной игрой, используемой в качестве мини-игры, является Xeno Card из Xenosaga Episode I: Der Wille zur Macht (2002). Некоторые мини-игры в дальнейшем развились в самостоятельную игру: так, «Гвинт» из «Ведьмака 3» (2015) был выпущен отдельно в 2017 году. В 2022 году в Genshin Impact была добавлена коллекционная карточная мини-игра «Genius Invokation TCG», которая привлекла в игру множество поклонников жанра.

## Симуляторы
В карточные игры можно играть через симуляторы настольных игр, такие как VASSAL (2002), ZunTzu (2006), OCTGN (2007) и Tabletop Simulator (2014), что активно используется сообществами некоторых игр. Так, игроки в малопопулярную игру A Game of Thrones: Second Edition используют OCTGN для игры через интернет, а сообщество Android: Netrunner продолжило выпускать дополнения для игры в цифровом формате после того, как издатель официально прекратил поддержку игры.

### Веб-источники
1. ↑  Aidan Moher. Magic: The Gathering’s digital history, from first build to end step (англ.). VentureBeat (28 июня 2020). Дата обращения: 9 мая 2024. Архивировано 20 октября 2020 года.
2. 1 2  Christian Nutt. The Rise of the Mobile Collectible Card Game (англ.). Game Developer (14 февраля 2013). Дата обращения: 9 мая 2024. Архивировано 9 мая 2024 года.
3. ↑  Mike Orcutt. This blockchain-based card game shows us the future of ownership (англ.). MIT Technology Review (11 июля 2019). Дата обращения: 9 мая 2024. Архивировано 7 августа 2020 года.

### Сноски на страницы
1. 1 2 3  Ильин, 2024, с. 67.
2. ↑  Ильин, 2024, с. 65.
3. 1 2 3  Ильин, 2024, с. 66.
4. ↑  Ильин, 2024, с. 68.
5. ↑  Ильин, 2024, с. 69.
6. ↑  Ильин, 2024, с. 70.
7. ↑  Ильин, 2024, с. 71.
8. ↑  Ильин, 2024, с. 72.
9. 1 2  Ильин, 2024, с. 73.
10. ↑  Ильин, 2024, с. 74.
11. ↑  Ильин, 2024, с. 75.